# Le 6 juin à l'aube
Pour plus de détails, voir Fiche technique et Distribution.
Le 6 juin à l'aube est un film français réalisé par Jean Grémillon, sorti en 1945.

## Résumé
« Notes cinématographiques sur le débarquement anglo-américain (Manche et Calvados), ses conséquences sur le plan humain, économique, artistique ».
Le film débute par une visite de la Normandie avant les événements relatifs au débarquement de 1944. L'opération Overlord est ensuite minutieusement détaillée, puis le débarquement et enfin ce qui en résultera.

## Fiche technique
- Titre : Le 6 juin à l'aube
- Réalisation : Jean Grémillon
- Assistant réalisateur : Serge Vallin
- Scénario et commentaire : Jean Grémillon
- Photographie : André Bac, Alain Douarinou, Louis Page, Maurice Pecqueux
- Cartes animées: Henri Ferrand
- Musique : Jean Grémillon
- Orchestrateur de la musique : Roger Désormière
- Montage : Louisette Hautecoeur
- Son : Maurice Vareille
- Production : Coopérative générale du cinéma français
- Pays d'origine :  France
- Tournage : Normandie, en trois périodes de l'automne 1944 au printemps 1945
- Format : Noir et blanc - 35 mm - 1,37:1
- Genre : Documentaire
- Durée : initialement 75 minutes environ, réduit à 44 minutes à partir de fin mars 1949
- Date de sortie : 
  - France - novembre 1945, salle Pleyel à Paris